# ترابری تندرو ریلی خودکار

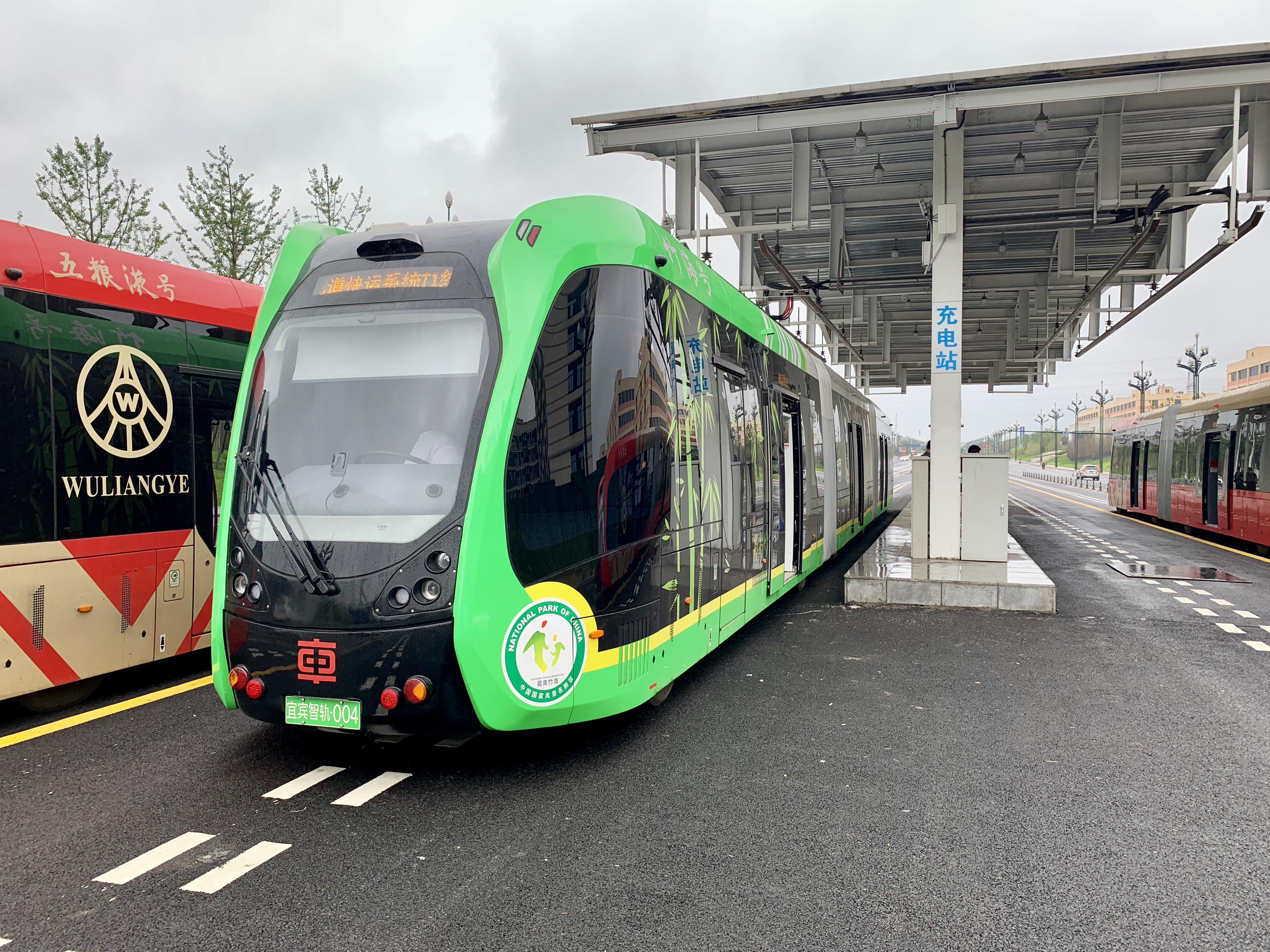
شرکت زیر مجموعه سی‌آرآرسی چین با نام CRRC Zhuzhou Institute این قطار چرخ لاستیکی را توسعه داده است.

ترابری تندرو ریلی خودکار یا ترانزیت سریع ریلی خودگردان (به انگلیسی: Autonomous Rail Rapid Transit) به اختصار ای‌آرتی (به انگلیسی: ART)، گونه‌ای سامانهٔ ترابری همگانی با گنجایش بالای درون‌شهری است و نوعی تراموا محسوب شده که دارای ویژگی لاستیک‌های بادی به جای چرخ‌های آهنی و ریل هستند که انرژی برق مورد نیاز برای حرکت آن‌ها از طریق کابل‌ها در سیستم سقفی یا باتری که در ایستگاه‌ها شارژ می‌شوند تأمین می‌شود.
تراموای چرخ لاستیکی در کنار مترو، تراموای کلاسیک (روی چرخ آهنی مستقر در ریل)، اتوبوس و مونوریل یک سیستم حمل و نقل محلی مورد نیاز شهری است. تراموای چرخ لاستیکی را می‌توان ترکیبی از تراموا که بر روی ریل آهنی که در خیابان قرار داده شده حرکت می‌کند، و اتوبوس ترولی توصیف کرد. به‌بیان دیگر این وسیله نقلیه عمومی شهری مدرن همان ال‌آرتی چرخ لاستیکی است. به سنسورهای مختلف ازجمله سنسورهای نوری مجهز است که این امکان را می‌دهد تا به‌طور خودکار مسیری را که توسط یک مسیر مجازی تعریف شده طی کند.

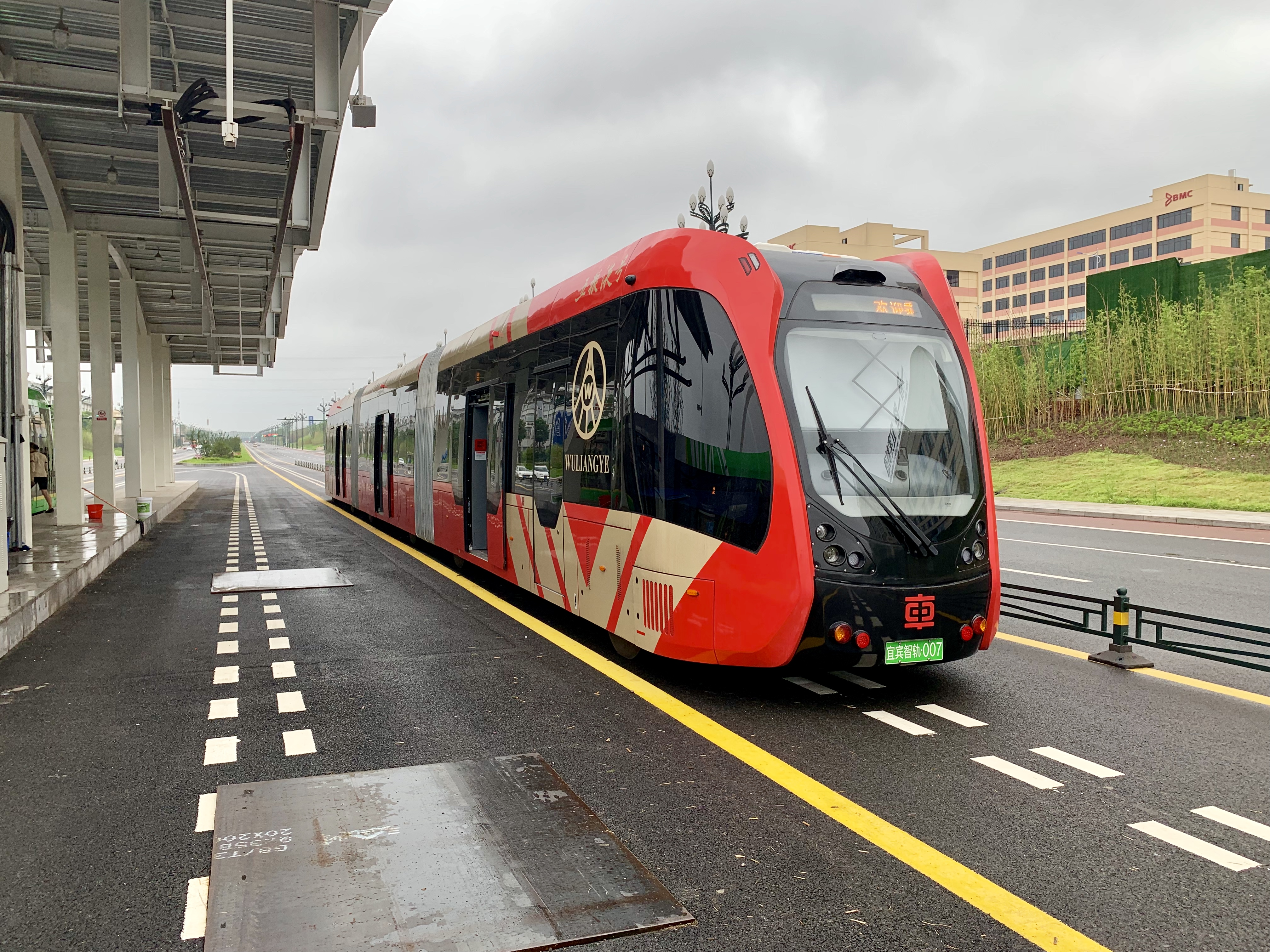
ART در شهر ایبلین، چین

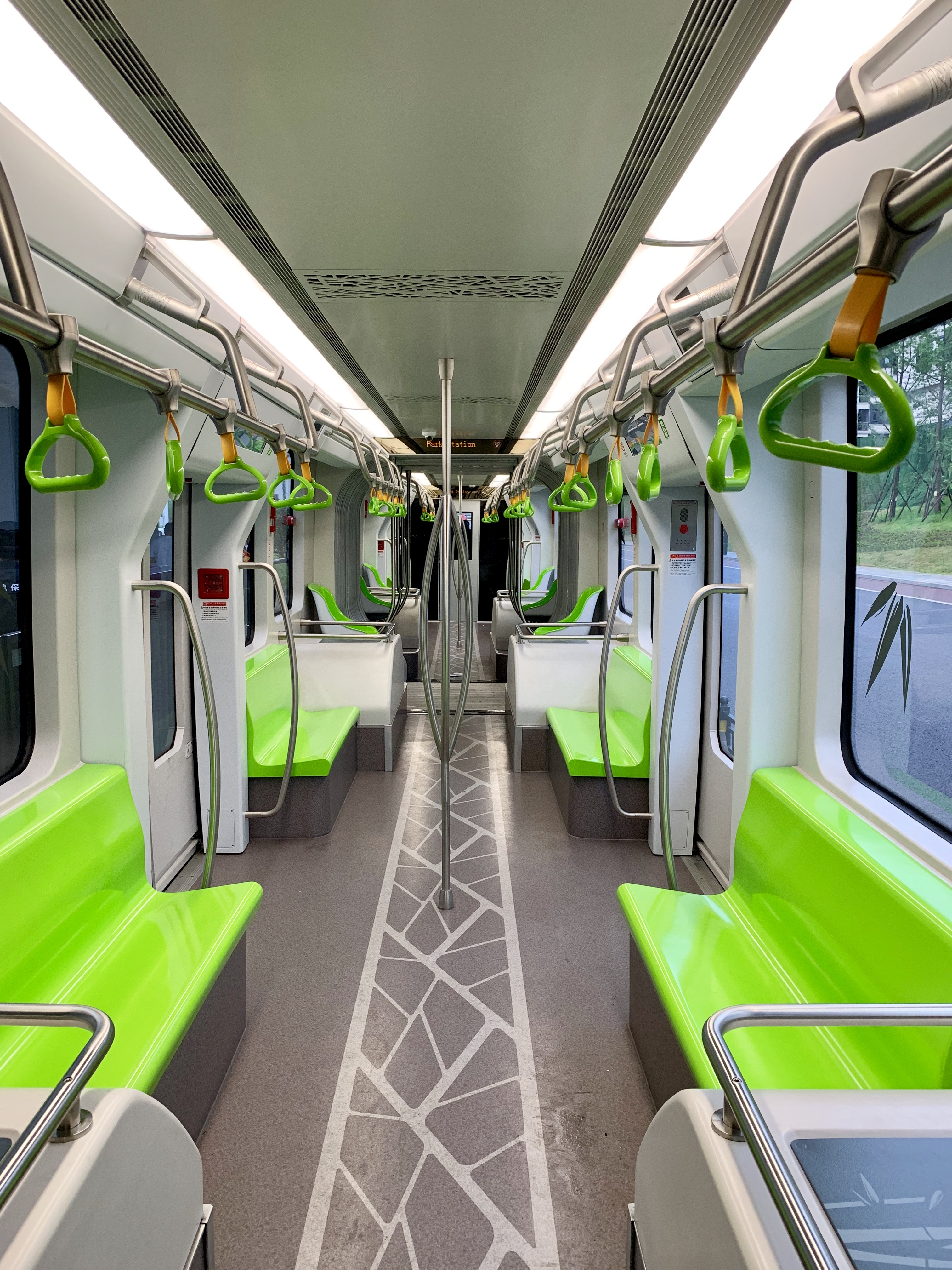
فضای داخل ترابری تندرو ریلی خودکار

## حمل‌ونقل سریع ریلی خودکار
«ترابری تندرو ریلی خودکار» دارای فرمان است که به راننده این امکان را می‌دهد تا به‌صورت دستی وسیله نقلیه را هدایت کند و کنترل آن را در دست بگیرد. البته تمام مدل‌های تولید شده تا به امروز، از نوع رانندگی با فرمان و سیستم‌های درحال کار «ترابری تندرو ریلی خودکار» همگی دارای یک راننده است. نخستین قطار بدون پیست جهان، به اصطلاح ترانزیت سریع ریلی خودگردان (ART) جریان آزمایشی خود را در شهر ژوژو در استان هونان چین آغاز کرده است.
خودروی نوآورانه توسعه یافته توسط CRRC Corporation در مسیرهای سنتی حرکت نمی‌کند بلکه در مسیرهای مجازی که توسط خطوط نقطه‌دار سفید در جاده علامت‌گذاری شده است.
قطار با لاستیک‌های لاستیکی حرکت می‌کند و توسط سنسورها و مسیرهای از پیش برنامه‌ریزی شده هدایت می‌شود. این می‌تواند تا ۳۰۰ مسافر را حمل کند و جایگزین ارزان و سازگار با محیط‌زیست برای سیستم‌های راه‌آهن سنتی ارائه می‌دهد. این مفهوم یک راه حل آینده‌نگر برای حمل و نقل عمومی محسوب می‌شود.

## ویژگی شارژ
توسط باتری‌های لیتیوم- تیتانات تغذیه می‌شود و می‌تواند مسافتی معادل ۴۰کیلومتر در هربار شارژ را به شکل کامل طی کند. همچنین باتری‌ها را می‌توان در ایستگاه‌ها شارژ کرد. یکی از ویژگی‌های این وسیله حمل‌ونقلی مدرن، سرعت بالای شارژ آن است. زمان شارژ مجدد برای یک سفر ۳تا ۵کیلومتری حدود ۳۰ثانیه و برای یک سفر ۲۵کیلومتری ۱۰دقیقه است.

## ظرفیت
یک رام «ترابری تندرو ریلی خودکار» ۳ واگنه تقریباً ۳۲ متر طول دارد و هزینه ساخت آن نیز طبق آنچه برخی سایت‌های تخصصی حمل‌ونقلی عنوان کرده‌اند حدود ۲ میلیون دلار است. این مدل از «ترابری تندرو ریلی خودکار» می‌تواند با سرعت ۷۰ کیلومتر در ساعت حرکت و تا ۳۰۰ مسافر را نیز حمل کند. همچنین یک دستگاه «ترابری تندرو ریلی خودکار» با ۵ واگن هم برای ۵۰۰ مسافر ظرفیت و گنجایش دارد. مدل ۴ واگن آن نیز که در سال ۲۰۲۱ معرفی شده است می‌تواند ۳۲۰ مسافر را حمل کند. لازم است ذکر شود این وسیله نقلیه عمومی مدرن امکان حرکت به‌صورت خودکار را هم دارد.

## سیستم‌های ایمنی
«ترابری تندرو ریلی خودکار» دارای انواع سیستم‌های ایمنی است و یک وسیله حمل‌ونقل ایمن محسوب می‌شود. از جمله در مسیرهای انحرافی، سیستم هشدار خروج ازخط به نگه‌داشتن خودرو در خط کمک می‌کند و درصورت دور شدن از خط به‌طور خودکار هشدار می‌دهد. «سیستم هشدار برخورد» هم از راننده در حفظ فاصله ایمن با سایر وسایل نقلیه در مسیر پشتیبانی می‌کند و اگر نزدیکی وسیله نقلیه به زیر یک سطح مشخص کاهش پیدا کند، با دادن علامت به راننده هشدار می‌دهد.